# Подове (Василівський район)
По́дове —  село в Україні, у Кам'янсько-Дніпровському районі Запорізької області. Населення становить 276 осіб. Орган місцевого самоврядування - Новодніпровська сільська рада.

## Населення

### Мова
Розподіл населення за рідною мовою за даними :
| Мова       | Кількість | Відсоток |
| ---------- | --------- | -------- |
| українська | 164       | 59.42%   |
| російська  | 109       | 39.49%   |
| вірменська | 2         | 0.73%    |
| білоруська | 1         | 0.36%    |
| Усього     | 276       | 100%     |

## Географія
Село Подове знаходиться на відстані 1 км від села Новодніпровка та за 2,5 км від села Нововодяне. Поруч проходить автомобільна дорога Р37.

## Історія
- 1920 - дата заснування.

1. ↑  Рідні мови в об'єднаних територіальних громадах України — Український центр суспільних даних